# Cipriano Vagaggini
Cipriano Vagaggini (Piancastagnaio, 3 ottobre 1909 – Camaldoli, 18 gennaio 1999) è stato un monaco cristiano e teologo italiano della Congregazione camaldolese dell'Ordine di S. Benedetto.
Padre Vagaggini è stata una delle figure più significative del Concilio Vaticano II. Mise le sue competenze per la stesura della Costituzione sulla liturgia, la Sacrosanctum Concilium. Fu uno degli esponenti più qualificati del movimento liturgico italiano.

## Biografia
Padre Vagaggini nacque a Piancastagnaio, nei pressi di Siena il 3 ottobre 1909. Il 5 ottobre 1928 fece la professione monastica nel monastero di Sant'Andrea a Bruges in Belgio e il 30 giugno 1934 venne ordinato sacerdote. Proseguì la sua formazione teologica e filosofica presso il Pontificio ateneo Sant'Anselmo del quale in futuro diverrà anche Decano. Nel 1931 conseguì il dottorato in filosofia e nel 1938 in teologia presso l'Università Cattolica di Lovanio. Nel 1940 presso il Pontificio Istituto Orientale di Roma conseguì il dottorato in Scienze ecclesiastiche orientali. Dal 1938 al 1942 fu vicerettore del Pontificio Collegio Greco a Roma. Fu professore di liturgia presso l'Istituto Regina Mundi e fu uno tra i fondatori della Facoltà Teologica dell'Italia Settentrionale.
Partecipò al Concilio Vaticano II e fondamentale fu il suo contributo per la stesura della Costituzione Conciliare sulla liturgia Sacrosanctum Concilium. Dopo il Concilio continuò il suo impegno per l'applicazione delle riforme conciliari e nella teologia dogmatica. Nel 1977 entrò a far parte della Congregazione camaldolese dell'Ordine di S. Benedetto e nel 1978 si ritirò presso l'Eremo di Camaldoli. Tra le sue opere principali si segnalano "Il senso teologico della liturgia" (1957).